# Australië op de Olympische Winterspelen 2018
Australië was een van de deelnemende landen aan de Olympische Winterspelen 2018 in Pyeongchang, Zuid-Korea.

## Medailleoverzicht
(m) = mannen, (v) = vrouwen 
| Sport          | Olympiër      | Onderdeel          | Medaille |
| -------------- | ------------- | ------------------ | -------- |
| Freestyleskiën | Matt Graham   | moguls (m)         | Zilver   |
| Snowboarden    | Jarryd Hughes | snowboardcross (m) | Zilver   |
| Snowboarden    | Scotty James  | halfpipe (m)       | Brons    |

## Deelnemers en resultaten

### Alpineskiën
Mannen
| Olympiër         | Onderdeel    | Resultaat | Prestatie                                                         |
| ---------------- | ------------ | --------- | ----------------------------------------------------------------- |
| Dominic Demschar | reuzenslalom | 33e       | run 1: 1.13,21 (37e) run 2: 1.13,54 (33e) totaal: 2.26,75 (+8,71) |
| Dominic Demschar | slalom       | DNF       | run 1: niet gefinisht                                             |
| Harry Laidlaw    | reuzenslalom | DSQ       | run 1: gediskwalificeerd                                          |

Vrouwen
| Olympiër    | Onderdeel  | Resultaat | Prestatie                |
| ----------- | ---------- | --------- | ------------------------ |
| Greta Small | Super G    | 31e       | 1.24,09 (+2,98)          |
| Greta Small | afdaling   | 20e       | 1.42,07 (+2,85)          |
| Greta Small | combinatie | DNF       | afdaling: niet gefinisht |

### Bobsleeën
| Olympiër                                         | Onderdeel   | Resultaat | Prestatie                                                                |
| ------------------------------------------------ | ----------- | --------- | ------------------------------------------------------------------------ |
| Lucas Mata David Mari                            | tweemansbob | 22e       | run 1: 49,88 (22e) run 2: 50,04 (21e) run 3: 49,87 (22e) totaal: 2.29,79 |
| Lucas Mata David Mari Lachlan Reidy Hayden Smith | viermansbob | 25e       | run 1: 49,72 (22e) run 2: 49,91 (23e) run 3: 50,07 (27e) totaal: 2.29,70 |

### Freestyleskiën
Mannen
| Olympiër             | Onderdeel  | Resultaat | Prestatie |
| -------------------- | ---------- | --------- | --- |
| David Morris         | aerials    | 10e       | kwalificatieronde: sprong 1: 112,83 punten (15e) sprong 2: 124,89 punten (2e) (Q) finaleronde: sprong 1: 111,95 punten (10e)                    |
| Rohan Chapman-Davies | moguls     | 22e       | kwalificatieronde: run 1: 73,96 punten (17e) run 2: 67,94 punten (12e)                                                                          |
| Matt Graham          | moguls     | Zilver    | kwalificatieronde: run 1: 77,28 punten (9e) (Q) finaleronde: run 1: 81,39 punten (2e) (Q) run 2: 80,01 punten (4e) (Q) run 3: 82,57 punten (2e) |
| James Matheson       | moguls     | 14e       | kwalificatieronde: run 1: 72,27 punten (23e) run 2: 74,61 punten (9e) (Q) finaleronde: run 1: 75,98 punten (14e)                                |
| Brodie Summers       | moguls     | DNS       | kwalificatieronde run 1: niet gestart run 2: niet gestart                                                                                       |
| Anton Grimus         | skicross   | 30e       | plaatsingsronde: 30e met 1.40,80 (+32,06) finaleronde: achtste finale 5: 4e                                                                     |
| Russell Henshaw      | slopestyle | 19e       | kwalificatieronde: 19e run 1: 72,60 punten run 2: 64,00 punten                                                                                  |

Vrouwen
| Olympiër         | Onderdeel | Resultaat | Prestatie |
| ---------------- | --------- | --------- | --- |
| Lydia Lassila    | aerials   | 20e       | kwalificatieronde: sprong 1: 66,27 punten (18e) sprong 2: 63,45 punten (14e) |
| Laura Peel       | aerials   | 5e        | kwalificatieronde: sprong 1: 64,86 punten (19e) sprong 2: 89,46 punten (3e) (Q) finaleronde: sprong 1: 85,05 punten (9e) sprong 2: 85,65 punten (3e) sprong 3: 55,34 punten (5e) |
| Danielle Scott   | aerials   | 12e       | kwalificatieronde: sprong 1: 93,76 punten (5e) (Q) finaleronde: sprong 1: 57,01 punten (12e)                                                                                     |
| Samantha Wells   | aerials   | 23e       | kwalificatieronde: sprong 1: 54,28 punten (22e) sprong 2: 58,27 punten (17e) |
| Jakara Anthony   | moguls    | 4e        | kwalificatieronde: run 1: 69,49 punten (14e) run 2: 73,35 punten (3e) (Q) finaleronde: run 1: 76,81 punten (4e) run 2: 76,85 punten (5e) run 3: 75,35 punten (4e)                |
| Britteny Cox     | moguls    | 5e        | kwalificatieronde: run 1: 76,78 punten (6e) (Q) finaleronde: run 1: 75,79 punten (5e) run 2: 78,28 punten (2e) run 3: 75,08 punten (5e)                                          |
| Claudia Gueli    | moguls    | 23e       | kwalificatieronde: run 1: 68,68 punten (17e) run 2: 35,19 punten (17e) |
| Madii Himbury    | moguls    | 20e       | kwalificatieronde: run 1: 68,98 punten (15e) run 2: 69,36 punten (8e) (Q) finaleronde: run 1: 68,19 punten (20)                                                                  |
| Sami Kennedy-Sim | skicross  | 8e        | plaatsingsronde: 9e met 1.14,71 (+1,86) finaleronde: achtste finale 2: 2e (Q) kwartfinale 1: 1e (Q) halve finale 1: 3e (QSF) kleine finale: 4e                                   |

### Kunstrijden
| Olympiër                                   | Onderdeel | Resultaat | Prestatie                                                     |
| ------------------------------------------ | --------- | --------- | ------------------------------------------------------------- |
| Brendan Kerry                              | mannen    | 20e       | korte kür: 83,06 (16e) vrije kür: 150,75 (21e) totaal: 233,81 |
| Kailani Craine                             | vrouwen   | 17e       | korte kür: 56,77 (16e) vrije kür: 111,84 (16e) totaal: 168,61 |
| Jekaterina Aleksandrovskaja Harley Windsor | paren     | 18e       | korte kür: 61,55 (18e) totaal: 61,55                          |

### Langlaufen
Mannen
| Olympiër                      | Onderdeel         | Resultaat | Prestatie                           |
| ----------------------------- | ----------------- | --------- | ----------------------------------- |
| Phil Bellingham               | sprint            | 65e       | kwalificatie: 3.31,54 (+23,00)      |
| Phil Bellingham               | 15 km vrije stijl | 77e       | 38.36,2 (+4.52,3)                   |
| Callum Watson                 | 15 km vrije stijl | 70e       | 37.53,9 (+4.10,0)                   |
| Callum Watson                 | 30 km skiatlon    | 58e       | 1:25.15,4 (+8.55,4)                 |
| Phil Bellingham Callum Watson | Teamsprint        | 24e       | halve finale 2: 17.38,36 (+1.34,39) |

Vrouwen
| Olympiër                        | Onderdeel         | Resultaat | Prestatie                         |
| ------------------------------- | ----------------- | --------- | --------------------------------- |
| Jessica Yeaton                  | sprint            | 48e       | kwalificatie: 3.33,01 (+24,27)    |
| Jessica Yeaton                  | 10 km vrije stijl | 41e       | 28.09,6 (+3.09,1)                 |
| Jessica Yeaton                  | 15 km skiatlon    | 50e       | 45.44,8 (+4.59,9)                 |
| Barbara Jezersek                | 10 km vrije stijl | 33e       | 27.42,5 (+2.42,0)                 |
| Barbara Jezersek                | 15 km skiatlon    | 39e       | 44.39,3 (+3.54,4)                 |
| Aimee Watson                    | sprint            | 58e       | kwalificatie: 3.44,87 (+36,13)    |
| Aimee Watson                    | 10 km vrije stijl | 68e       | 29.41,4 (+4.40,9)                 |
| Casey Wright                    | sprint            | 63e       | kwalificatie: 3.49,80 (+41,06)    |
| Casey Wright                    | 10 km vrije stijl | 81e       | 31.56,3 (+6.55,8)                 |
| Jessica Yeaton Barbara Jezersek | Teamsprint        | 14e       | halve finale 1: 17.20,38 (+47,10) |

### Rodelen
Mannen
| Olympiër           | Onderdeel | Resultaat | Prestatie |
| ------------------ | --------- | --------- | --- |
| Alexander Ferlazzo | Mannen    | 28e       | run 1: 48,073 (+0,421) (16e) run 2: 48,587 (+0,962) (27e) run 3: 49,351 (+1,997) (36e) totaal: 2.26,191 (+3,332) |

### Schaatsen
Mannen
| Olympiër     | Onderdeel | Resultaat | Prestatie       |
| ------------ | --------- | --------- | --------------- |
| Daniel Greig | 500m      | 21e       | 35,22 (+0,81)   |
| Daniel Greig | 1000m     | 22e       | 1.09,99 (+2,04) |

### Shorttrack
Mannen
| Olympiër  | Onderdeel | Resultaat | Prestatie                                                |
| --------- | --------- | --------- | -------------------------------------------------------- |
| Andy Jung | 500m      | 26e       | serie 1: 1.03,137 (3e)                                   |
| Andy Jung | 1500m     | 15e       | serie 2: 2:16.995 (4e) ADV halve finale 1: 2.11,183 (5e) |

Vrouwen
| Olympiër       | Onderdeel | Resultaat | Prestatie                                            |
| -------------- | --------- | --------- | ---------------------------------------------------- |
| Deanna Lockett | 1000m     | DSQ       | serie 2: gediskwalificeerd                           |
| Deanna Lockett | 1500m     | 15e       | serie 3: 2e (2:28.996) halve finale 2: 3.01,928 (6e) |

### Skeleton
| Olympiër         | Onderdeel | Resultaat | Prestatie                                                                                   |
| ---------------- | --------- | --------- | ------------------------------------------------------------------------------------------- |
| John Farrow      | Mannen    | 19e       | run 1: 51,64 (21e) run 2: 51,31 (18e) run 3: 51,40 (20e) run 4: 51,53 (16e) totaal: 3.25,88 |
|                  |           |           |                                                                                             |
| Jaclyn Narracott | Vrouwen   | 16e       | run 1: 52,53 (15e) run 2: 52,76 (16e) run 3: 52,62 (17e) run 4: 52,82 (17e) totaal: 3.30,73 |

### Snowboarden
Mannen
| Olympiër         | Onderdeel      | Resultaat | Prestatie |
| ---------------- | -------------- | --------- | --- |
| Kent Callister   | Halfpipe       | 10e       | kwalificatie: run 1: 66,75 punten run 2: 77,00 punten (12e) finale: run 1: 20,00 punten run 2: 62,00 punten run 3: 56,75 punten |
| Scotty James     | Halfpipe       | Brons     | kwalificatie: run 1: 89,00 punten run 2: 96,75 punten (2e) finale: run 1: 92,00 punten run 2: 81,75 punten run 3: 40,25 punten  |
| Nathan Johnstone | Halfpipe       | 22e       | kwalificatie: run 1: 62,25 punten run 2: 10,25 punten                                                                           |
| Cameron Bolton   | Snowboardcross | 10e       | kwalificatie: run 1: 1.14,35 (+1,21) 1/8 finale 3: 2e kwartfinale 2: 3e halve finale 1: 4e kleine finale: 4e                    |
| Jarryd Hughes    | Snowboardcross | Zilver    | kwalificatie: run 1: 1.15,69 (+2,55) run 2: 1.13,73 (+0,00) 1/8 finale 1: 1e kwartfinale 1: 2e halve finale 1: 2e finale: 2e    |
| Adam Lambert     | Snowboardcross | 29e       | kwalificatie: run 1: 1.14,94 (+1,80) 1/8 finale 6: 4e                                                                           |
| Alex Pullin      | Snowboardcross | 6e        | kwalificatie: run 1: 1.14,76 (+1,62) 1/8 finale 4: 2e kwartfinale 2: 2e halve finale 1: 1e finale: niet gefinisht               |

Vrouwen
| Olympiër        | Onderdeel      | Resultaat | Prestatie                                                                                               |
| --------------- | -------------- | --------- | --- |
| Jessica Rich    | Big air        | 13e       | kwalificatie: 74,25 punten (13e)                                                                        |
| Emily Arthur    | Halfpipe       | 11e       | kwalificatie: 66,50 punten (8e) finale: 48,25 (11e)                                                     |
| Holly Crawford  | Halfpipe       | 13e       | kwalificatie: 57,50 punten (13e)                                                                        |
| Belle Brockhoff | Snowboardcross | 11e       | kwalificatie: run 1: 1.20,34 (+3,50) kwartfinale 4: 3e halve finale 2: niet gefinisht kleine finale: 5e |